# Alpaida variabilis
Alpaida variabilis là một loài nhện trong họ Araneidae.
Loài này thuộc chi Alpaida. Alpaida variabilis được Eugen von Keyserling miêu tả năm 1864.